# 孫大河
孫 大河（そん たいが、1999年6月13日 - ）は、東京都世田谷区出身のプロサッカー選手。Jリーグ・ヴァンフォーレ甲府所属。ポジションはディフェンダー。

## 来歴
父方の曽祖父が韓国人で、孫自身は日本生れの日本育ちだが、国籍は韓国である。正智深谷高等学校卒業後、立正大学に進学し同校のサッカー部でプレー。2021年5月6日、2022年シーズンからのサガン鳥栖加入内定が発表された。また14日には特別指定選手に承認された。5月19日、ルヴァンカップ・Aグループ第6節のアビスパ福岡戦で公式戦デビューを果たした。
2022年6月、ツエーゲン金沢へ期限付き移籍 。
同年9月18日、大分トリニータ戦で規定出場時間の条件を満たしてプロA契約に移行するも、同年11月に反復性肩関節脱臼と診断され手術を受けた
2024年、ヴァンフォーレ甲府へ完全移籍。なお、2024年以降J2の外国籍枠は登録が無制限、当日メンバー入りが4人となっているが(現行の規約には在日枠に関する記載が無い)、甲府のブラジル人選手4人に加え孫がメンバー入りする試合があり、正式な発表は無いものの2024年時点で日本国籍を取得したものと思われる。

## 所属クラブ
- FCトリプレッタJY[1]
- 正智深谷高等学校
- 立正大学
  - 2021年5月 - 同年12月  サガン鳥栖（特別指定選手）
- 2022年 - 2023年  サガン鳥栖
  - 2022年6月 - 2023年  ツエーゲン金沢（期限付き移籍）
- 2024年 -  ヴァンフォーレ甲府

## 個人成績
| 国内大会個人成績 | 国内大会個人成績 | 国内大会個人成績 | 国内大会個人成績 | 国内大会個人成績 | 国内大会個人成績 | 国内大会個人成績 | 国内大会個人成績 | 国内大会個人成績 | 国内大会個人成績 | 国内大会個人成績 | 国内大会個人成績 |
| 年度             | クラブ           | 背番号           | リーグ           | リーグ戦         | リーグ戦         | リーグ杯         | リーグ杯         | オープン杯       | オープン杯       | 期間通算         | 期間通算         |
| 年度             | クラブ           | 背番号           | リーグ           | 出場             | 得点             | 出場             | 得点             | 出場             | 得点             | 出場             | 得点             |
| 日本             | 日本             | 日本             | 日本             | リーグ戦         | リーグ戦         | リーグ杯         | リーグ杯         | 天皇杯           | 天皇杯           | 期間通算         | 期間通算         |
| ---------------- | ---------------- | ---------------- | ---------------- | ---------------- | ---------------- | ---------------- | ---------------- | ---------------- | ---------------- | ---------------- | ---------------- |
| 2021             | 鳥栖             | 48               | J1               | 0                | 0                | 1                | 0                | -                | -                | 1                | 0                |
| 2022             | 鳥栖             | 26               | J1               | 0                | 0                | 1                | 0                | 0                | 0                | 1                | 0                |
| 2022             | 金沢             | 35               | J2               | 16               | 0                | -                | -                | 0                | 0                | 16               | 0                |
| 2023             | 金沢             | 35               | J2               | 15               | 0                | -                | -                | 1                | 0                | 16               | 0                |
| 2024             | 甲府             | 3                | J2               | 18               | 0                | 2                | 1                | 1                | 0                | 21               | 1                |
| 2025             | 甲府             | 3                | J2               |                  |                  |                  |                  |                  |                  |                  |                  |
| 通算             | 日本             | 日本             | J1               | 0                | 0                | 2                | 0                | 0                | 0                | 2                | 0                |
| 通算             | 日本             | 日本             | J2               | 49               | 0                | 2                | 1                | 2                | 0                | 53               | 0                |
| 総通算           | 総通算           | 総通算           | 総通算           | 49               | 0                | 4                | 1                | 2                | 0                | 55               | 0                |

出場歴
- Jリーグ初出場 - 2022年7月16日 J2第27節 アルビレックス新潟戦 (石川県西部緑地公園陸上競技場)
- Jリーグ初得点 - 2025年4月5日 J2第8節 いわきFC戦 (JITリサイクルインクスタジアム)

- 2021年は特別指定選手